# Kaple Panny Marie Sněžné (Žernov)
Kaple Panny Marie Sněžné je římskokatolická kaple na návsi obce Žernov. Je chráněna jako kulturní památka České republiky.

## Historie
Původně barokní kaple stojí prý na místě bývalého pivovaru. Stavba byla dokončena v roce 1780. Po opravách byla znovu otevřena a při slavnostní bohoslužbě vysvěcena arcibiskupem Otčenáškem 25. září 2005.

## Architektura
Půdorys byl původně skoro čtvercový, s apsidovitým kněžištěm. Roku 1898 byla loď prodloužena o šest metrů a byla k ní přistavěna sakristie. Triumfální oblouk je segmentový. Stěny hladké, okna polokruhová, vížka dřevěná.

## Bohoslužby
Bohoslužby se konají v neděli před slavností sv. Václava a 15.00.